# The Budapest Beacon
A The Budapest Beacon egy angol nyelvű hírportál, amely magyarországi eseményekre fókuszál. Magyar nyelven is megjelent; a 2018-as magyarországi országgyűlési választások után, 2018. április 13-án a hírportál megszűnt.

## Története
2013. október 13-án indult angol nyelven. Az angol kiadás tulajdonosa a Real Reporting Foundation sajtóügynökség (Lancaster, Pennsylvania). Főszerkesztője Robert Field.
2014 júliusában számos magyar hírportál tudósított arról, hogy az év szeptemberétől meg fog jelenni a The Budapest Beacon magyar nyelvű online kiadása is.
A hírportál által közölt tartalmakat több hírszolgálat is rendszeresen átvette, beleértve a következőket: The Jerusalem Post, the GlobalPost, Catholic World News, Xplatloop.com, és Politics.hu, The Budapest Times, Mandiner.hu, Der Standard, and Gawker, Foreign Policy, The Washington Post, és a Háárec.
A hírportál gyakran jelentetett meg az Orbán-kormánnyal kritikus hangvételű írásokat.
A 2018-as magyarországi országgyűlési választások után bejelentették, hogy a hírportál 2018. április 13-ától megszűnik.